# Loukomorie
Loukomorie, ou Loukomorié (en russe : Лукоморье, anciennement Лукоморие) est le nom d'un pays légendaire dans le folklore et l'histoire russes. Le nom russe lui-même est un terme ancien signifiant « anse » ou « baie ». Il est bâti sur les deux racines louk- (« courbe »)  et mor- (« mer, étendue d'eau »).

## Loukomorie dans la mythologie slave
Selon la mythologie slave, Loukomorie est un sanctuaire aux extrémités de la terre, où se dresse l'Arbre du Monde (voir Yggdrasil), qui constitue un axe permettant de passer d'un monde à l'autre, et qui est emprunté par les dieux : son sommet est dans les cieux, et ses racines dans les enfers. Loukomorie est mentionné dans ce sens au début de certains formules magiques et prières populaires.
On a parfois désigné sous le nom de Loukomorie un ancien royaume septentrional, dont les habitants étaient censés entrer en hibernation chaque année pour se réveiller au printemps. Cette interprétation a été signalée par Nikolaï Karamzine, Alexandre Afanassiev et A.A. Korinfsky.
Boris Ouspenski et Vladimir Propp établissent un lien entre Loukomorie et le mythe des Îles des Bienheureux, décrites par Efrosine au XVe siècle.

## Localisations géographiques

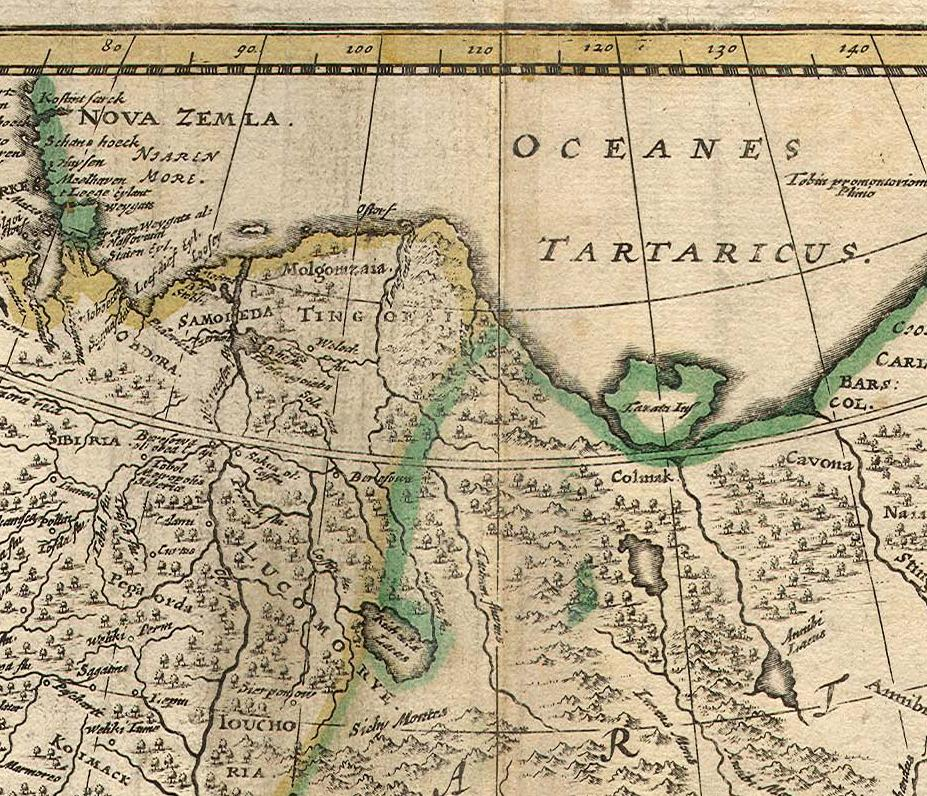
Détail de la carte de l'Asie de Gerard van Schagen (1689), montrant une localisation de Lucomorye en Sibérie occidentale, sur la rive droite de l'Ob.

Le toponyme de Louka Moria, ou Loukomorie, a été appliqué à diverses localisations géographiques. Il est mentionné dans Le Dit de la campagne d'Igor et diverses chroniques russes. Selon celles-ci, Loukomorie était habité par les Polovtses nomades, ce qui fait pencher les chercheurs vers une localisation au nord de la mer d'Azov, où vivaient les Polovtses aux XIe siècle et XIIe siècles. Ces récits sont considérés comme ayant inspiré Pouchkine. Dans la culture russe actuelle, Loukomorie est le plus souvent associé au poème de Pouchkine Rouslan et Ludmila, dont le prologue dit : У лукоморья дуб зеленый; / Златая цепь на дубе том… (Un chêne vert au creux de l'anse. / Sa chaîne d'or fixée au tronc…)
La contrée de "Lucomorie" a également été représentée sur de nombreuses cartes anciennes de Sibérie et de Moscovie. Les cartographes semblent avoir suivi les descriptions de Sigismund von Herberstein dans ses Notes sur les affaires moscovites de 1549. Il y est question d'une forteresse appelée Serponov de Loucomorie, située « dans les montagnes au-delà de l'Ob » et de légendes concernant les habitants de cette région ; l'une d'elles affirme qu'ils meurent tous les 27 novembre (jour dédié à Saint Georges) et renaissent au printemps, vers le 24 avril.
Le poète et diplomate anglais Giles Fletcher, au XVIe siècle, rapporte à son tour la légende de la mort et de la renaissance annuelles des Loukomoriens.